# Utilisation équitable au Canada
Au Canada, l'utilisation équitable d'œuvres protégées est présentée comme la première d'une série d'exceptions aux violations du droit d'auteur figurant aux articles 29 et suivants de la Loi sur le droit d'auteur. Ces exceptions sont, en premier lieu, de portée générale. Des exceptions supplémentaires s'adressent par la suite à des acteurs et des situations très spécifiques. La version anglaise de la loi utilise le terme Fair Dealing.
Cette partie de la Loi a été considérablement modifiée au terme du processus de réforme du droit d'auteur, enclenché au début des années 2000 et ayant connu son aboutissement en juin 2012, avec l'adoption de la Loi sur la modernisation du droit d'auteur (L.C. 2012, ch. 20).

## Exceptions de portée générale
Les exceptions de portée générale figurent aux articles 29 à 29.2 de la Loi. Elles permettent d'utiliser une œuvre protégée sans commettre une violation du droit d'auteur, à la condition que :
- l'usage soit destiné à l'une des fins suivantes :
  - étude privée, recherche, éducation, parodie, satire (art. 29);
  - critique, compte rendu (art. 29.1);
  - communication des nouvelles (art. 29.2).
- l'usage soit considéré équitable selon un certain nombre de critères non précisés dans la Loi (voir ci-dessous la section Éclairage apporté par le jugement CCH Canadienne Ltée c. Barreau du Haut-Canada).

De plus, la reproduction aux fins de critique, de compte rendu ou de communication des nouvelles devra être accompagnée de la mention :
- a) d'une part, de la source;
- b) d'autre part, si ces renseignements figurent dans la source :
  - (i) dans le cas d'une œuvre, du nom de l'auteur,
  - (ii) dans le cas d'une prestation, du nom de l'artiste-interprète,
  - (iii) dans le cas d'un enregistrement sonore, du nom du producteur,
  - (iv) dans le cas d'un signal de communication, du nom du radiodiffuseur.

Seules les exceptions générales ci-haut figurent sous l'intertitre Utilisation équitable. Toutefois, la logique d'exception se poursuit dans les articles suivants.

## Autres cas de non-violation
La Loi sur le droit d'auteur prévoit aussi, aux articles 29.21 à 32.01, une série d'exceptions permettant l’utilisation d’œuvres protégées dans des circonstances particulières, sans que cela ne constitue une violation du droit d’auteur. Ces exceptions ne figurent pas sous l'intertitre Utilisation équitable mais en constituent néanmoins une extension logique.
Certaines exceptions s’appliquent à toute personne et concernent les actes suivants :
- utiliser ou autoriser un intermédiaire à diffuser une nouvelle œuvre créée à partir d’une œuvre déjà publiée ou disponible, à la condition que ce soit à des fins non commerciales n’ayant aucun effet négatif important sur l’exploitation de l’œuvre originale (art. 29.21);
- reproduire à ses propres fins privées, sans contourner une mesure technique de protection, une copie d’une œuvre obtenue légalement, autrement que par emprunt ou location (art. 29.22);
- reproduire, sans contourner une mesure technique de protection, une émission (radio ou télévision) afin de l’écouter ou de la visionner en différé de manière privée (certaines autres conditions s’appliquent) (art. 29.23);
- effectuer une copie d’un programme d'ordinateur à des fins de sauvegarde ou une adaptation d’un programme à des fins de compatibilité (art. 30.6 et 30.61);
- effectuer une copie d’une œuvre dans le cadre d’une recherche sur le chiffrement ou d’une évaluation de la vulnérabilité d’un système (art. 30.62 et 30.63).

D’autres exceptions visent des acteurs ou des contextes précis :
- Les établissements d’enseignement, en ce qui concerne notamment la reproduction, la présentation publique et la diffusion par télécommunication (dont par Internet) d'œuvres à des fins pédagogiques (art. 29.4 à 30.04 et 30.3);
- Les bibliothèques, musées ou services d’archives, notamment en ce qui concerne la gestion et conservation de collections et la reproduction d'articles de périodiques (art. 30.1 à 30.21 et 30.3);
- Les personnes ayant des déficiences perceptuelles, afin de leur permettre la reproduction d’une œuvre sur un autre support plus adapté (art. 32 et 32.01);
- Les entreprises de radiodiffusion et de programmation, afin de leur permettre la reproduction d'œuvres ou de prestations dans le cadre de leurs activités commerciales (art. 30.9).

Certains de ces actes « ne doivent pas être accomplis dans l’intention de faire un gain » (art. 29.3). Enfin, d'autres situations sont expressément cataloguées comme ne constituant pas des violations. C'est le cas notamment de la communication de documents effectuée en vertu de la Loi sur l’accès à l’information et de la Loi sur la protection des renseignements personnels (art. 32.1).

## Éclairage apporté par le jugementCCH Canadienne Ltée c. Barreau du Haut-Canada
Au paragraphe 48 de l'arrêt CCH Canadienne Ltée c. Barreau du Haut-Canada, rendu en 2004, la Cour suprême du Canada apporte des précisions au concept par cette observation générale, qui laisse entendre que l'utilisation équitable n'est pas qu'un simple moyen de défense ou une violation que l'on tolère, mais bien un droit des utilisateurs à part entière.
« Avant d'examiner la portée de l'exception au titre de l'utilisation équitable que prévoit la Loi sur le droit d'auteur, il importe de clarifier certaines considérations générales relatives aux exceptions à la violation du droit d'auteur. Sur le plan procédural, le défendeur doit prouver que son utilisation de l'œuvre était équitable; cependant, il est peut-être plus juste de considérer cette exception comme une partie intégrante de la Loi sur le droit d'auteur plutôt que comme un simple moyen de défense. Un acte visé par l'exception relative à l'utilisation équitable ne viole pas le droit d'auteur. À l'instar des autres exceptions que prévoit la Loi sur le droit d'auteur, cette exception correspond à un droit des utilisateurs. Pour maintenir un juste équilibre entre les droits des titulaires du droit d'auteur et les intérêts des utilisateurs, il ne faut pas l'interpréter restrictivement. (...) « [l]es droits des utilisateurs ne sont pas de simples échappatoires. Les droits du titulaire et ceux de l'utilisateur doivent donc recevoir l'interprétation juste et équilibrée que commande une mesure législative visant à remédier à un état de fait. »
|}
Une fois cette observation faite, la Cour suprême du Canada propose, aux paragraphes 53 à 60, six critères pour évaluer le caractère équitable de l'usage. Le résumé ci-dessous est un extrait traduit de la page Fair dealing (en).
1. Le but de l'utilisation. Est-ce que c'est pour de la recherche, de l'étude privée, une critique, une revue ou un reportage d'actualité (ou, depuis 2012, de l'éducation, de la parodie, de la satire)? La Cour souligne que ces objectifs qui ouvrent la porte à l'usage équitable ne doivent pas être interprétés de manière restrictive car cela pourrait résulter en une restriction indue des droits de l'utilisateur.
2. La nature de l'utilisation. De quelle manière l'usage est-il fait? Est-ce une copie unique ou y a-t-il plusieurs copies? Est-ce que ces copies seront distribuées à tout vent ou remises à un groupe restreint de personnes? Est-ce que les copies ont été détruites après leur utilisation? Quelles sont les pratiques ou usages dans le secteur d'activité?
3. L'ampleur de l'utilisation. Quelle proportion de l'œuvre originale a été utilisée? Utiliser une portion infime ne requiert même pas le recours à l'exception; à l'opposé, il existe des circonstances où l'on peut de manière équitable citer ou copier l'œuvre en son entièreté, quand il est impossible d'en faire autrement la critique ou le compte rendu.
4. Solutions de rechange à l'utilisation. Est-ce qu'il existe une solution de rechange non protégée par le droit d'auteur? Est-ce que l'objet d'une critique peut être critiqué sans qu'il soit nécessaire de le reproduire?
5. La nature de l'œuvre. La copie d'une œuvre qui n'a jamais été publiée peut être plus équitable que la copie d'une œuvre ayant déjà fait l'objet d'une publication « du fait que sa reproduction accompagnée d'une indication de la source pourra mener à une diffusion plus large de l'œuvre en question, ce qui est l'un des objectifs du régime de droit d'auteur. Par contre, si l'œuvre en question était confidentielle, la balance pourra pencher en faveur du caractère inéquitable de l'utilisation. »
6. L'effet de l'utilisation sur l'œuvre: Est-ce que l'utilisation d'une copie de l'œuvre affecte le marché de l'œuvre originale? « La concurrence que la reproduction est susceptible d'exercer sur le marché de l'œuvre originale peut laisser croire que l'utilisation n'est pas équitable. Même si l'effet de l'utilisation sur le marché est un facteur important, ce n'est ni le seul ni le plus important. »

« Ces facteurs peuvent être plus ou moins pertinents selon le contexte factuel de la violation alléguée du droit d'auteur. Dans certains cas, d'autres facteurs que ceux énumérés peuvent aider le tribunal à statuer sur le caractère équitable de l'utilisation. »
Notons que dans ce jugement, la Cour a statué que la copie faite sous le régime de l'utilisation équitable pouvait être faite dans un but lucratif. La cause impliquait la bibliothèque du Barreau du Haut-Canada. Dans son jugement, la Cour dit explicitement qu'un avocat qui utiliserait des photocopies de documents présents dans la bibliothèque du Barreau en vue de préparer une plaidoirie, étoffer un dossier et même établir sa facturation ne violait pas nécessairement la Loi, car cette utilisation, très lucrative pour lui, tombait précisément dans les termes couverts par le concept d'utilisation équitable.

## Pour en savoir plus
Michael Geist (dir.), In the Public Interest: The Future of Canadian Copyright Law, Toronto, Irwin Law, 2005 (ouvrage publié sous licence Creative Commons). [lire en ligne]

## Annexe